# Eberhard Windeck

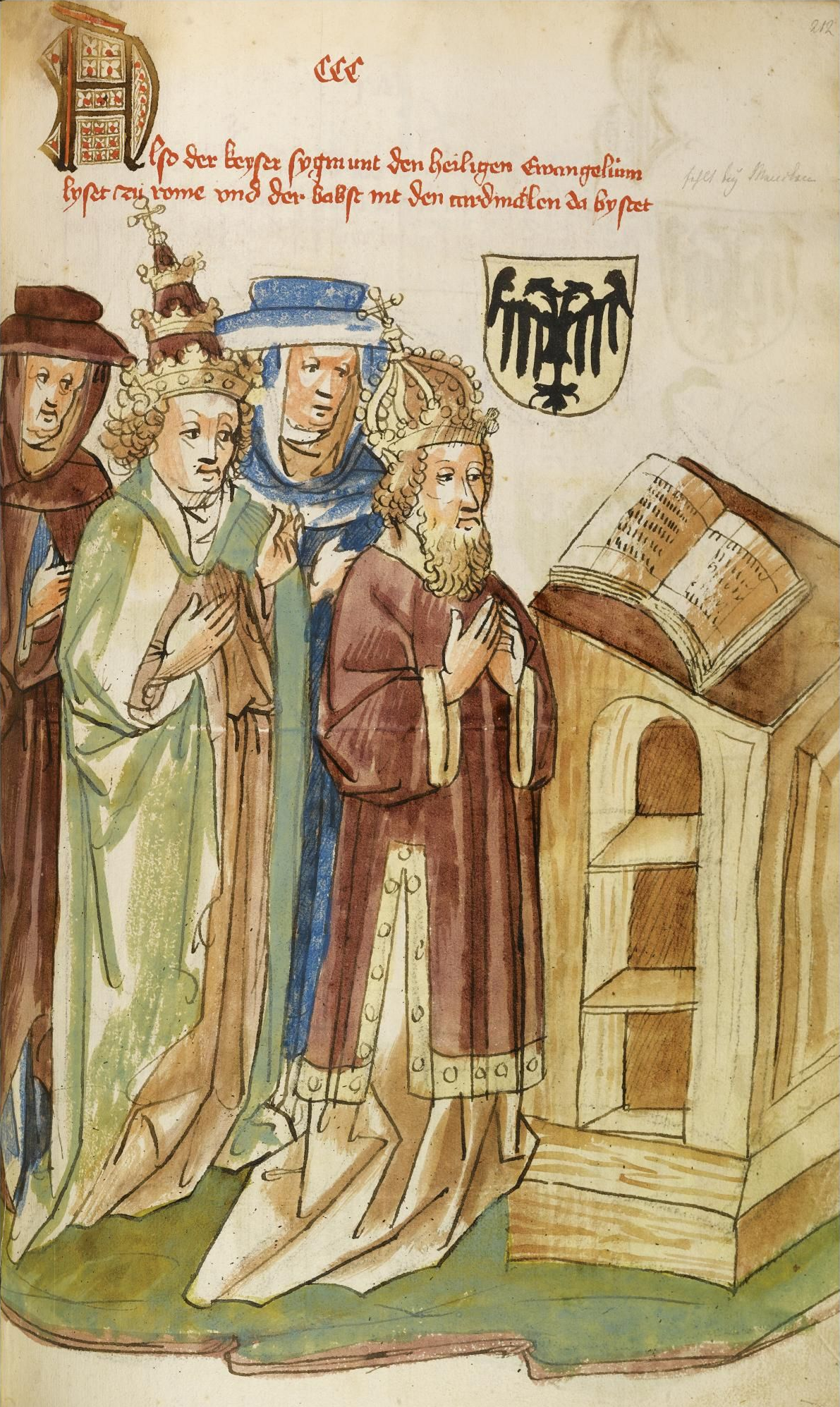
Sigismund beim Papst in Rom. Aus einer Handschrift des Sigismund-Buchs aus der Werkstatt von Diebold Lauber

Eberhard Windeck, auch Windecke, (* um 1380 in Mainz; † 1440/1441) war ein deutsch-ungarischer Kaufmann und Chronist. Er stammte aus einer Mainzer Ratsfamilie.

## Leben und Werk
Eberhard Windeck wurde um 1380 geboren, ist in Mainz aufgewachsen und war der Sohn des Pächters der Mainzer Goldwaage. Um den Beruf des Kaufmanns zu erlernen, verbrachte er mehrere Jahre in Erfurt, Prag und Paris, arbeitete danach als selbstständiger Kaufmann und war zuletzt markgräflicher Mühlenmeister zu Berlin, bevor er sich 1415 König Sigismund anschloss, diesen auf seiner gesamten Westeuropareise begleitete und aufgrund seiner kaufmännischen Kenntnisse, was den Transfer von Geld und Krediten sowie Münz- und Währungsrelationen anbelangte, für den König unverzichtbar war. Auch während des Konstanzer Konzils hielt sich Windeck an der Seite des Herrschers auf, bis dieser ihn 1418 zu dem neugewählten Papst Martin V. nach Italien schickte. 1424 kehrte Windeck nach Mainz zurück und bekam von Sigismund zum Dank für seine Verdienste einen Anteil am Mainzer Rheinzoll verliehen.
Nachdem Windeck wieder in Mainz sesshaft geworden war, war er als selbstständiger Kaufmann tätig, handelte überwiegend mit Pelzwaren und schloss sich der Kürschnerzunft an. In den 1428 ausgebrochenen Auseinandersetzungen zwischen den Zünften und Patriziern seiner Heimatstadt trat er als führender Politiker auf der Seite der Zünfte hervor. In den Jahren 1428 und 1429 wird er auch als Baumeister der Pfarrkirche St. Quintin genannt.
In den Folgejahren zog sich Windeck weitgehend aus der Politik zurück und konzentrierte sich überwiegend auf die Verteidigung seines Status als erfolgreicher Geschäftsmann sowie des ihm von Sigismund verliehenen Zolllehens, das von den bisherigen Inhabern angefochten wurde.
Ferner verfasste er eine Chronik über die Regierungszeit Sigismunds, die er selbst als Kaiser Sigismunds Buch bezeichnet. In ihr stellt er die Taten von Sigismund dar und betont dabei nicht nur dessen Verdienste um das Reich und die Christenheit, sondern auch sein eigenes enges und freundschaftliches Verhältnis zum König. Windecks Chronik liegt in den Handschriften in mehreren Fassungen vor (a: bis 1438, b: bis 1439, c – nicht mehr von Windeck – bis 1442) und gilt als herausragendes historiographisches Werk seiner Zeit, in dem sich Königs- und Reichsgeschichte mit der individuellen Perspektive eines zeitgenössischen Beobachters verbinden.